# Pengo jezik
Pengo jezik (ISO 639-3: peg; pengu, hengo), jedan od dva jezika dravidske podskupine manda-pengo, kojim govori 350 000 ljudi (2000) u indijskoj državi Orissa u distriktima Koraput i Kalahandi. U Koraputu se govori u tahsilima Kashipur, Pappadahandi, Nowrangapur, Dasamantapur i Nandapur.
Pengo ima dijalekte indi i awe i piše se oriya pismom. U upotrebi je i asamski [asm].

## Vanjske poveznice
- Ethnologue (14th)
- Ethnologue (15th)